# Лоу, Шанте
Шанте Лоу (урождённая Ховард, род. 12 января 1984 года, Темплтон) — американская легкоатлетка (прыжки в высоту), участница Олимпийских игр 2004 и 2008 годов. Рекордсменка США в прыжках в высоту (2,05 м). После дисквалификации ряда спортсменок, выступающих в соревнованиях по прыжкам в высоту на играх 2008 года, стала бронзовым призёром.

## Спортивная карьера

### Первые успехи
Шанте Лоу окончила среднюю школу Джона Норта в Риверсайде (шт. Калифорния). Во время учёбы дважды выигрывала Национальный чемпионат среди школьников в залах. В 2001 году выиграла чемпионат Межшкольной федерации штата Калифорния по прыжкам в высоту, а в 2002 году заняла вторые места в прыжках в высоту, прыжках в длину и тройном прыжке, возглавляя свою команду в командном чемпионате Калифорнии. Среди первых её успехов — бронзовая медаль на Юниорских панамериканских играх 2003 года.

### Олимпийские игры 2004 года
В Афинах Лоу в квалификационных соревнованиях прыгнула на 1,85 м и не прошла в финал.

### Чемпионат мира 2005 года
На чемпионате мира 2005 года Лоу показала в квалификационных соревнованиях 1,93 м, уверенно вышла в финал, где завоевала серебро с результатом 2,00 м вслед за шведкой Кайсой Бергквист, которая прыгнула на 2 см выше.

### Олимпийские игры 2008 года
В квалификационных соревнованиях пекинской олимпиады Лоу прыгнула на 1,93 м, в финале преодолела 1,99 м, однако заняла только шестое место.

### 2009—2011
В 2009 году Лоу стала чемпионкой США, показав на национальном чемпионате результат 1,95 м. Благодаря этому она попала в команду США на чемпионат мира 2009 года, однако повторить свой успех двухлетней давности не смогла, заняв лишь 7-е место. В конце сезона она была четвёртой на Мировом финале ИААФ 2009.
В 2010 году на зимнем чемпионате США она улучшила своё достижение в залах до 1,98 м и попыталась превзойти принадлежащий Тише Уоллер рекорд США в залах (2,01 м), однако рекорд устоял.
На зимнем чемпионате мира 2010 года она была третьей с результатом 1,98 м.
30 мая 2010 года Лоу на 1 см превзошла принадлежавший Луизе Риттер рекорд США, показав 2,04 м. Меньше чем через месяц, 26 июня 2010 года она довела рекорд США до 2,05 м.
Бронзовый призёр чемпионата мира 2011.

### 2012

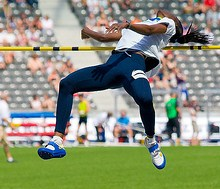

На зимнем чемпионате мира в Стамбуле 2012 Лоу обыграла чемпионку мира 2011 россиянку Анну Чичерову, уверенно выиграла олимпийский отбор в США и стала первой на лондонском этапе Бриллиантовой Лиги. Ввиду отсутствия на Олимпиаде 2012 прямой претендентки на «золото» Бланки Власич, Шанте Лоу наравне с Чичеровой рассматривалась как главная фаворитка предстоящей Олимпиады в Лондоне.
Однако по результатам соревнований Лоу осталась только шестой с результатом 1,97, что при личном рекорде 2,05 воспринималось как трагедия. В своем твиттере спортсменка так охарактеризовала эту неудачу: «худший день в моей спортивной карьере, который, к сожалению, пришелся на олимпийский финал».
После возвращения с Олимпиады 2012 уже 16 августа Шанте Лоу провела первый свой урок в обычной средней школе штата Джорджия в рамках подготовки к своей магистерской диссертации в Western Governors University. Лоу будет работать не учителем физкультуры, как можно было бы предположить, а преподавателем тригонометрии. Сюжет о первом дне работы «олимпионика» в качестве учителя был показан по американским телеканалам.

## Личная жизнь
Шанте Лоу замужем за прыгуном тройным Марио Лоу. В 2007 году она родила дочь Жасмин.
В мае 2008 года окончила Технологический институт штата Джорджия и готовится к защите магистерской диссертации в Western Governors University.